# Radio Pays
Radio Pays était une radio associative sans but commercial basée à Montreuil-sous-Bois en Île-de-France. Il s'agissait de la seule radio regroupant plusieurs peuples qui se retrouvaient pour parler d'une même voix, tout en gardant leurs spécificités. Radio Pays regroupait sept communautés expatriées à Paris ainsi qu'une communauté étrangère. Son but était la défense et la promotion des langues et culture de ces communautés, et d'être en Région parisienne le lien radiophonique au sein de chacune d'entre elles.

## Historique
Radio Pays a joué un rôle de pionnière des radios communautaires. Initialement diffusée en tant que radio libre en 1981, elle a ensuite émis légalement à partir de 1982.
Radio Pays a émis sur plusieurs fréquences et a partagé ces fréquences avec de nombreuses radios depuis 1982 :
- STP (Solidarnosc, Tomate, Pays sur 94.2 en 1982)
- Fréquence Libre (sur 103.1 en 1983).
- Radio libertaire (sur 89.4 en 1984)
- Ado FM (sur 88.2 en 1987)
- Aligre FM (sur 93.1 depuis septembre 1992)

L’association Radio Pays fait l’objet d’une liquidation judiciaire le 17 septembre 2015, prononcée par le tribunal de grande instance de Bobigny. Par un communiqué du 2 décembre 2015, le CSA annonce en avoir pris acte et prend la décision conséquente d’abroger son autorisation d’émettre.
Pourtant en février 2016 la station continue à diffuser en streaming un programme purement musical entrecoupé de jingles.
Le 20 novembre 2017, la fréquence laissée libre par la disparition de Radio Pays est réattribuée à une radio associative de la culture libre Cause Commune nouvellement créée et sans lien avec la radio disparue.
Depuis l'arrêt de Radio Pays, certaines émissions de la station ont été reprises par d'autres stations parisiennes (voir détails plus bas).

## Identité de la station
Radio Pays voulait faire converger plusieurs peuples qui se retrouvaient pour parler d'une même voix, tout en gardant leurs spécificités. Elle regroupait sept communautés expatriées à Paris ainsi qu'une communauté étrangère : la Bretagne, le Pays basque, le Pays catalan, la Corse, l'Alsace-Lorraine, la Flandre et l'Occitanie ainsi que La Voix Berbère en langue Kabyle.
Son but était la défense et la promotion des langues et culture de ces communautés, et d'être en Région parisienne le lien radiophonique au sein de chacune d'entre elles.

## Programmation
Chaque communauté disposait de plages horaires qui lui sont propres, Radio Pays diffuse principalement à son antenne :
- Les musiques et chansons de chacune des communautés.
- Des magazines sur des sujets d'histoire, de traditions, d'économie, de littérature, de cinéma, de poésie, de théâtre, de politique ou de société
- Des infos, elles permettent aux différents peuples expatriés à Paris de disposer d'actualités de chez eux qu'ils ne trouveront pas dans les médias nationaux
- L'agenda des associations en Région parisienne des sept communautés, des concerts, et autre événements des communautés.
- Des messages aux prisonniers politiques, plusieurs fois par semaine des émissions pour les prisonniers politiques permettent aux auditeurs de diffuser par téléphone des messages personnels destinés aux militants corses, basques et bretons détenus dans les prisons parisiennes.

## Aspects communautaires

### Radio Bro, la communauté bretonne
Le créneau breton de Radio Pays était appelé Radio Bro, les émissions étaient diffusées en direct le vendredi (de 21 H 00 à 01 H 00) et le samedi (de 10 H 00 à 12 H 00), et des rediffusions ont lieu le lundi (de 13 H 00 à 16 H 00). 
Une douzaine d'animateurs faisaient vivre les sept émissions bretonnes de Radio Pays :
- Cap à l'ouest
- Klevet 'peus
- An Teodeg
- Tri Zeod
- Keleier ar vro
- Ha bremañ mouez breizh deus aman            * Pied au plancher

### Radio Paese et Txalaparta, les solidarités corses et basques
Les prisonniers corses et basques, écroués pour des affaires politiques, pouvaient écouter les messages de leurs proches et de leur famille. Ces émissions de solidarité avec les détenus étaient au cœur de l'activité des communautés corses et basques de la radio.
- Txalaparta / Mardi à partir de 21h
- Radio Paese / Mercredi à partir de 21h

Depuis 2015, à la suite de l'arrêt de Radio Pays, les équipes Corse et Basque continuent leur travail sur Fréquence Paris Plurielle (106.3 FM) à Paris.
Les équipent se relaient chaque samedi de 18h à 19h30.

## Diffusion
Radio pays diffusait autrefois ses programmes à Paris et en Île-de-France en modulation de fréquence, sur 93.1 FM.
Elle était également diffusée en streaming et en podcast.